# Новонікольське (Грачовський район)
Новоні́кольське (рос. Новоникольское) — село у складі Грачовського району Оренбурзької області, Росія.

## Населення
Населення — 355 осіб (2010; 445 у 2002).
Національний склад (станом на 2002 рік):
- росіяни — 85 %